# Komlógyertyán
A komlógyertyán vagy komlóbükk (Ostrya carpinifolia) a bükkfavirágúak (Fagales) rendjébe, ezen belül a nyírfafélék (Betulaceae) családjába tartozó faj.

## Előfordulása
A komlógyertyán előfordulási területe Libanon, Olaszország, Franciaország, Ausztria, Szlovénia, Albánia, Horvátország, Bosznia-Hercegovina, Szerbia, Montenegró, Észak-Macedónia, Görögország, Bulgária, Dél-Svájc és Törökország, valamint a Kaukázus régió országai. Nemzetségének az egyetlen Európában is élő faja. Ez a fafaj része a nyugat-balkáni flóratartománynak, a keménylombú erdőnek és a Cinque Terrének.

## Megjelenése
Széles levelű, lombhullató növényfaj, amely elérheti a 24 méteres magasságot is. A lombállása kúpszerű. Pikkelyszerű, durva kérge van. A nyírfaféleszerű, kétszeresen fűrészelt levelei 3-10 centiméter hosszúak. A barkavirágzatát tavasszal hozza; a hímnemű barkák 5-10 centiméteresek és a nőneműek, csak 2-5 centiméteresek. A termés a barkavirágzatnak köszönhetően 3-8 centiméteres fürtökben lesz. Egy-egy termésben 6-20 darab, 2-4 milliméteres csonthéjas mag van. A faanyaga nagyon kemény.

## Képek

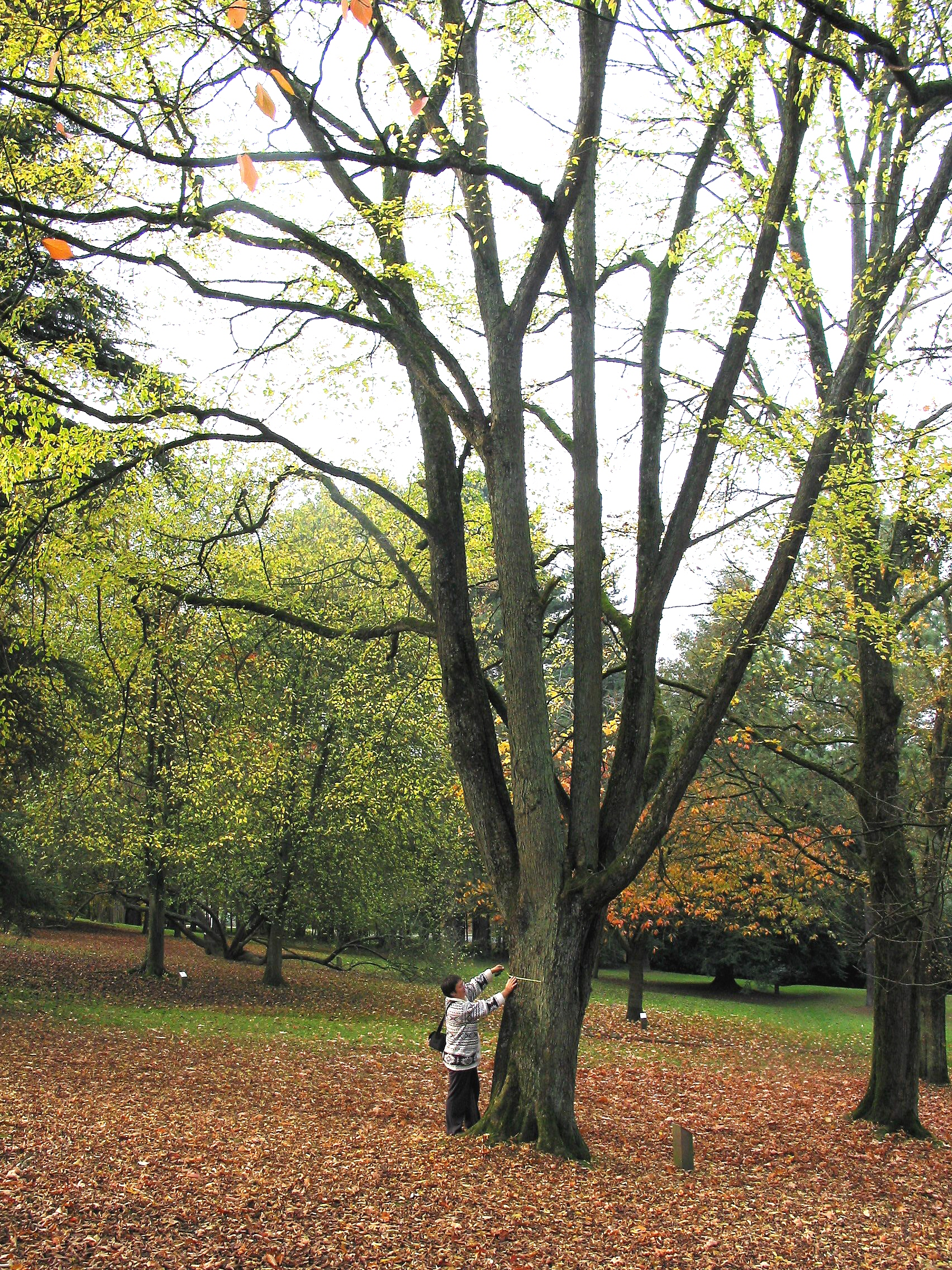
A növény
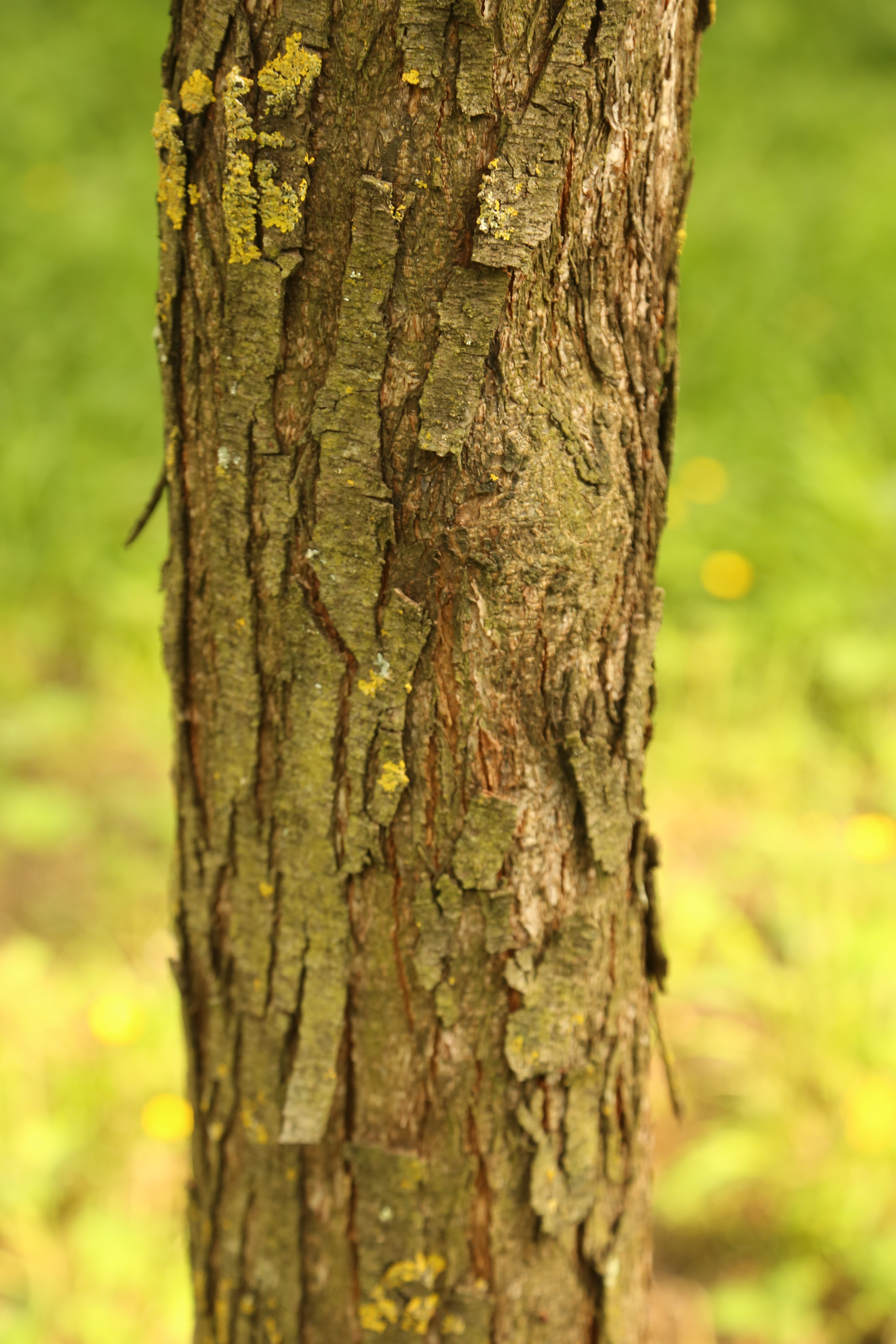
Törzse
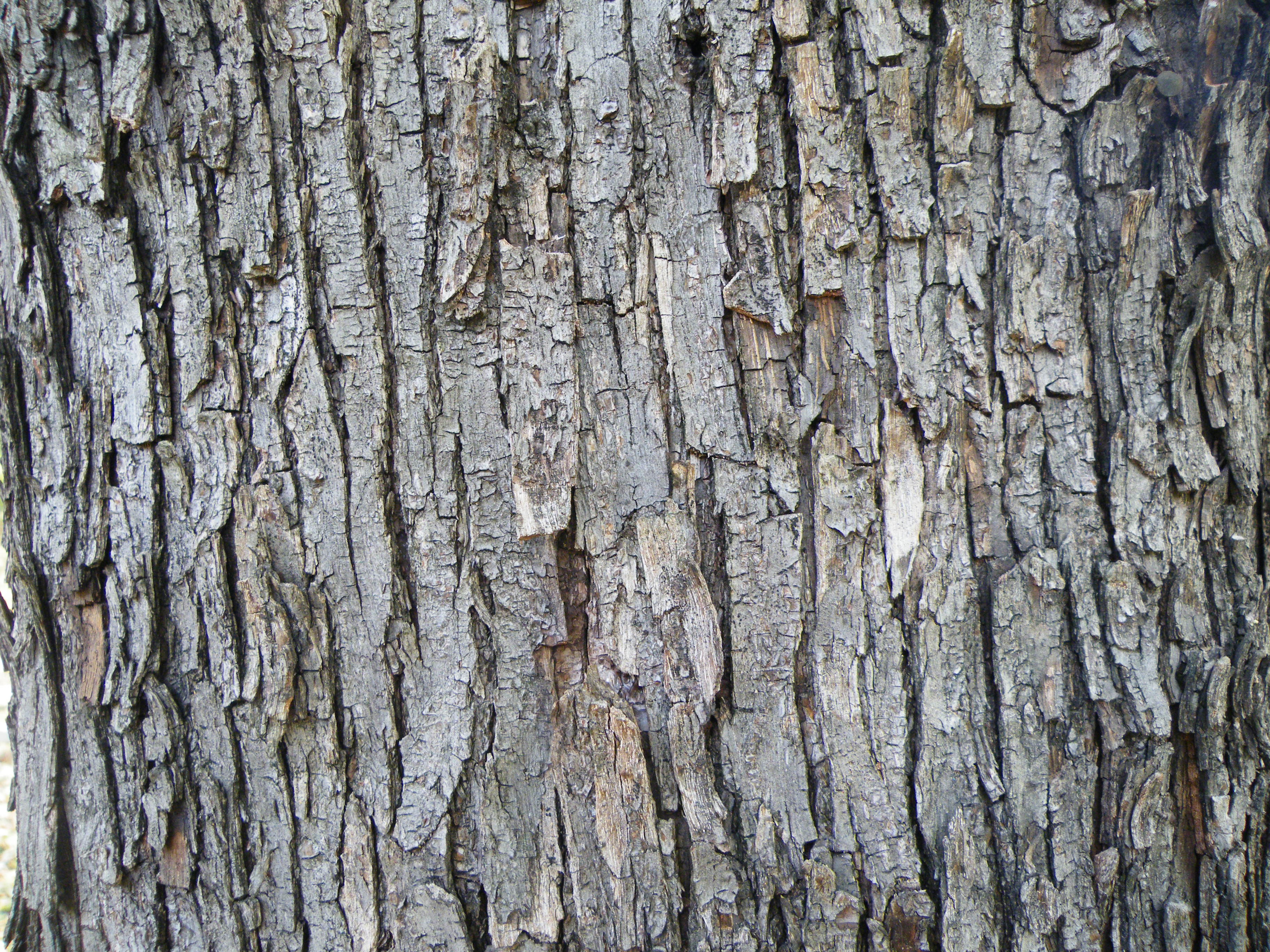
és kérge
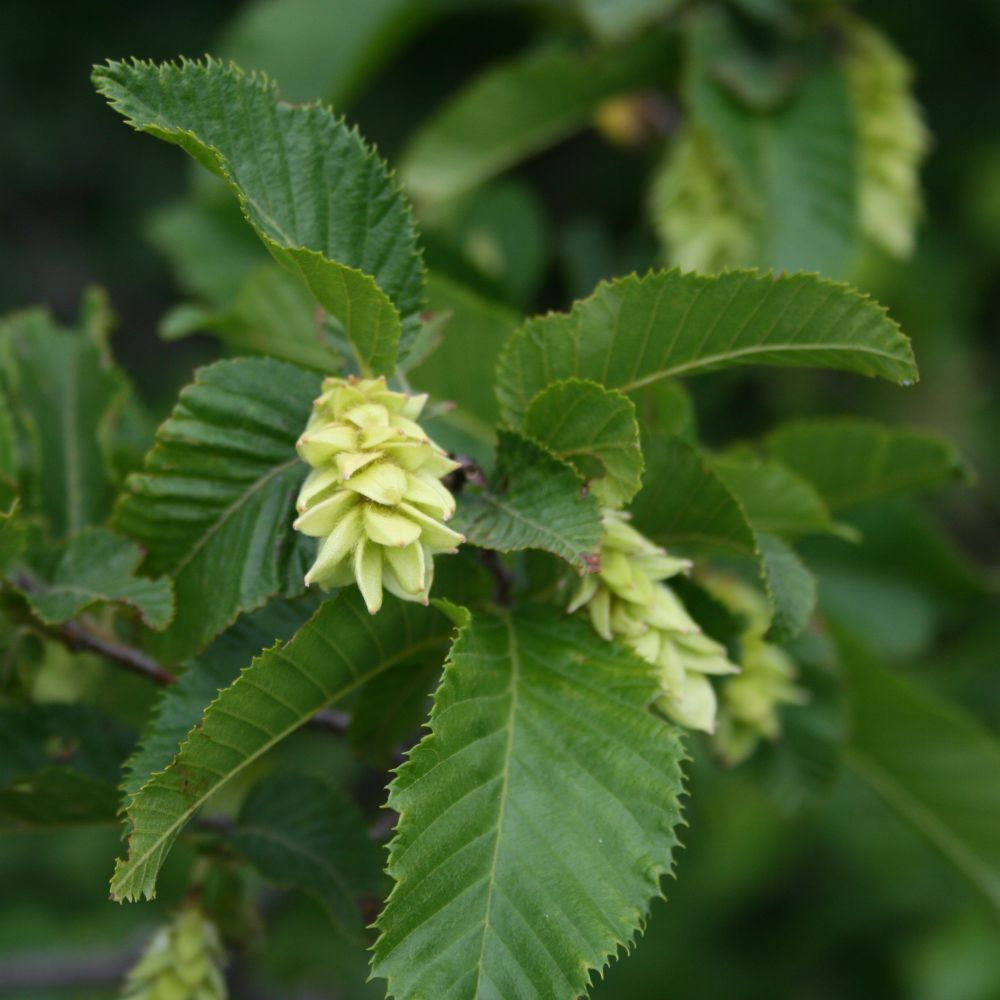
Levelei és termései
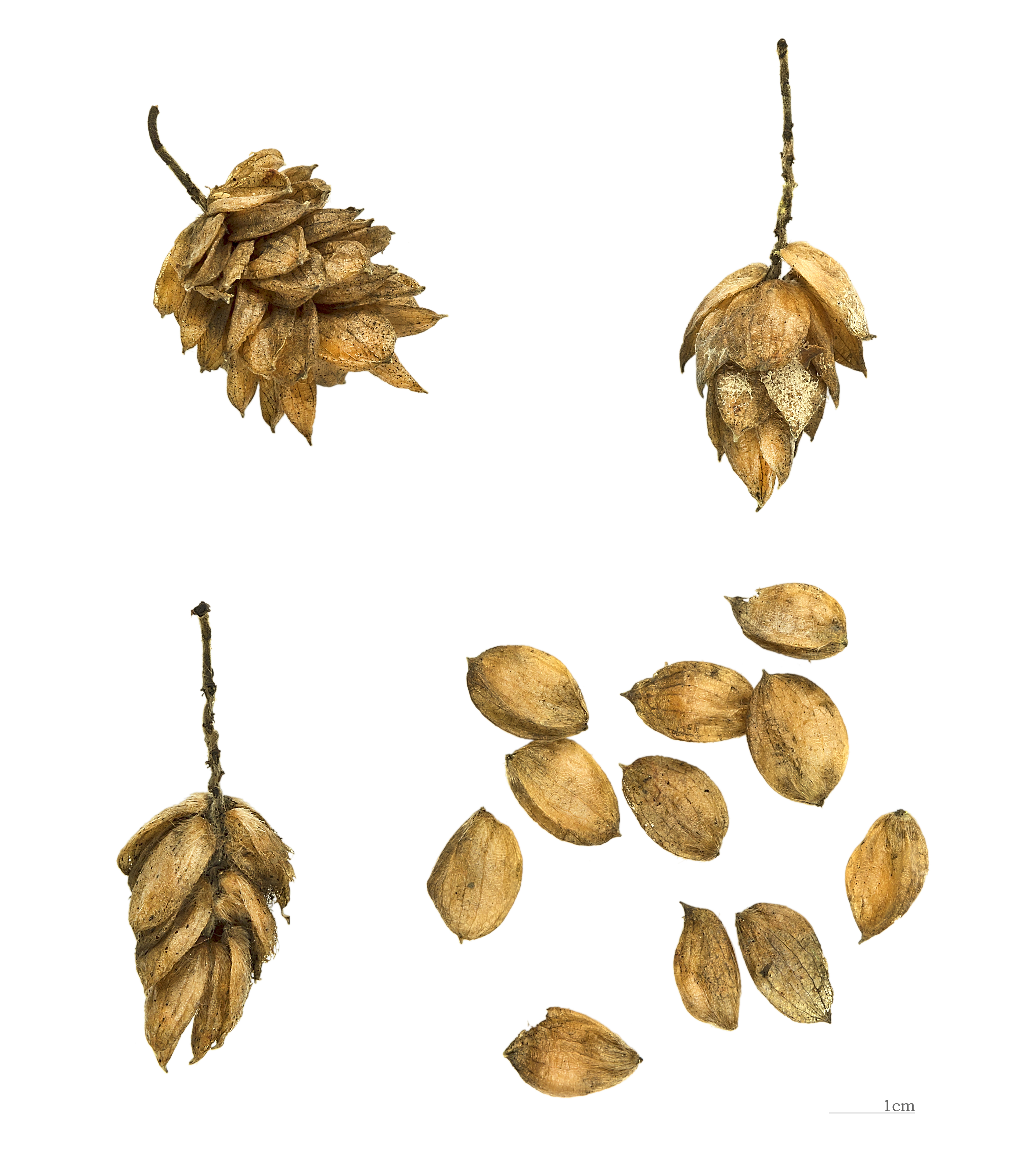
Termései és magvai

### Fordítás
- Ez a szócikk részben vagy egészben  az   Ostrya carpinifolia című angol Wikipédia-szócikk ezen változatának fordításán alapul.  Az eredeti cikk szerkesztőit annak laptörténete sorolja fel. Ez a jelzés csupán a megfogalmazás eredetét és a szerzői jogokat jelzi, nem szolgál a cikkben szereplő információk forrásmegjelöléseként.